# لفتون
لفتون هي قرية في مقاطعة أصفهان، إيران. عدد سكان هذه القرية هو 117 في سنة 2006.